# Malaysia-Airlines-Flug 653
Malaysia-Airlines-Flug 653 war ein Inlandsflug der Malaysia Airlines von Penang nach Kuala Lumpur, auf dem am 4. Dezember 1977 eine Boeing 737 abstürzte, nachdem die Piloten von einem Passagier erschossen worden waren.

## Flugzeug
Das Flugzeug war eine Boeing 737-200 mit dem Kennzeichen 9M-MBD und wurde 1972 unter dem Kennzeichen 9M-AQO ausgeliefert und von Malaysia Airlines eingesetzt.

## Ablauf
Im Landeanflug auf den Flughafen Kuala Lumpur meldete der Kapitän dem Tower, dass ein unbekannter Entführer an Bord des Flugzeuges sei. Wenige Minuten später folgte die Mitteilung, dass die Maschine Kurs auf Singapur nehme. Nachdem etwa um 20:15 Uhr Ortszeit die Kommunikation zu den Piloten abgerissen war, meldeten Bewohner in Tanjong Kupang um 20:34 Uhr Explosionen und brennende Trümmer. Diese konnten später zweifelsfrei der Boeing 737 zugeordnet werden.

## Ermittlungen

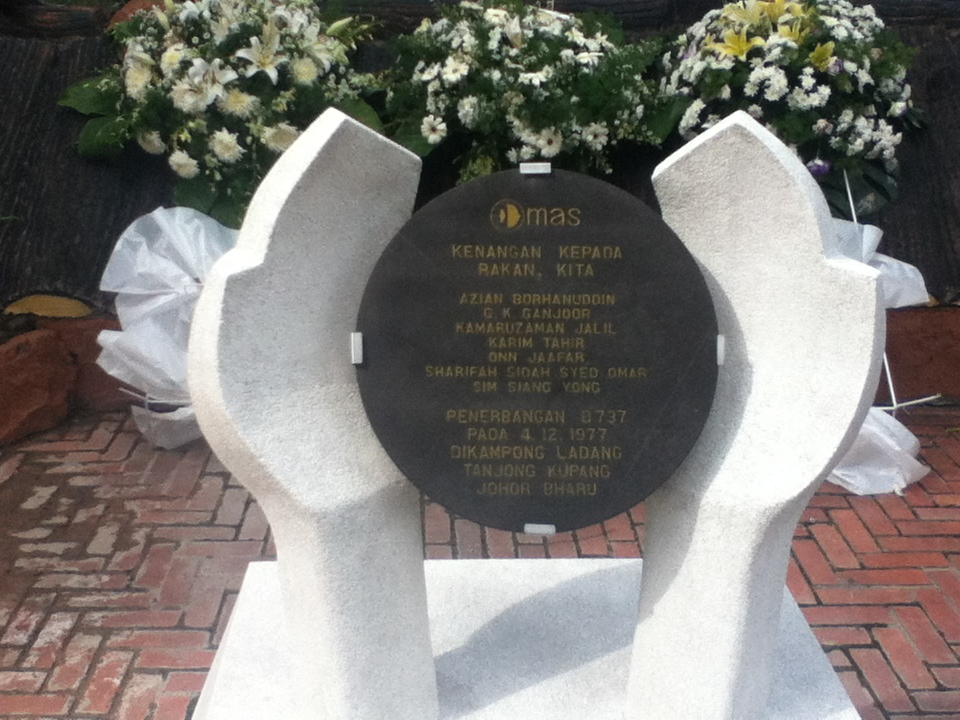
Gedenktafel am Absturzort in Tanjong Kupang

Obwohl das Flugzeug fast senkrecht und mit hoher Geschwindigkeit auf den Boden aufschlug, konnte der Cockpit Voice Recorder aus den Trümmern geborgen und untersucht werden. Aus den Aufnahmen geht hervor, dass die Besatzung den Forderungen des Entführers nachkam, die Maschine nach Singapur zu fliegen, und wieder auf eine Flughöhe von 21.000 ft stieg. Der Täter verriegelte die Tür zum Cockpit von innen. Das Flugzeug flog zu diesem Zeitpunkt mit aktiviertem Autopiloten in einem stabilen Flugzustand. Obwohl die Kommunikation zwischen der Besatzung und dem Entführer zunächst ruhig schien, folgten auf den Aufnahmen in kurzer Folge drei Schüsse. Vermutlich erschoss der Täter zunächst die beiden Piloten und anschließend sich selbst. Die weiteren Aufzeichnungen des Cockpit Voice Recorders gaben den Ermittlern Anlass zur Vermutung, dass anschließend von anderen Personen versucht wurde, in das versperrte Cockpit zu gelangen. Nach Deaktivierung des Autopiloten, vermutlich in der Absicht, das Flugzeug unter Kontrolle zu halten, wurde die Maschine zunächst stark überzogen und geriet anschließend in einen unkontrollierten Sturzflug. Die  Boeing 737-200 stürzte in ein Sumpfgebiet nahe Tanjong Kupang. Alle an Bord befindlichen 93 Passagiere, etwa 20 davon Nicht-Malaysier, sowie die sieben Besatzungsmitglieder kamen ums Leben.
Die Identität des Täters konnte nie eindeutig geklärt werden.